# PQ-5
PQ-5 — арктический конвой времён Второй мировой войны.
PQ-5 был отправлен в СССР 27 ноября 1941 года, от берегов Исландии со стратегическими грузами и военной техникой из США, и Великобритании. В его состав входило 7 грузовых судов. Его сопровождали крейсер и 4 тральщика. 13 декабря 1941 года он прибыл в Архангельск.

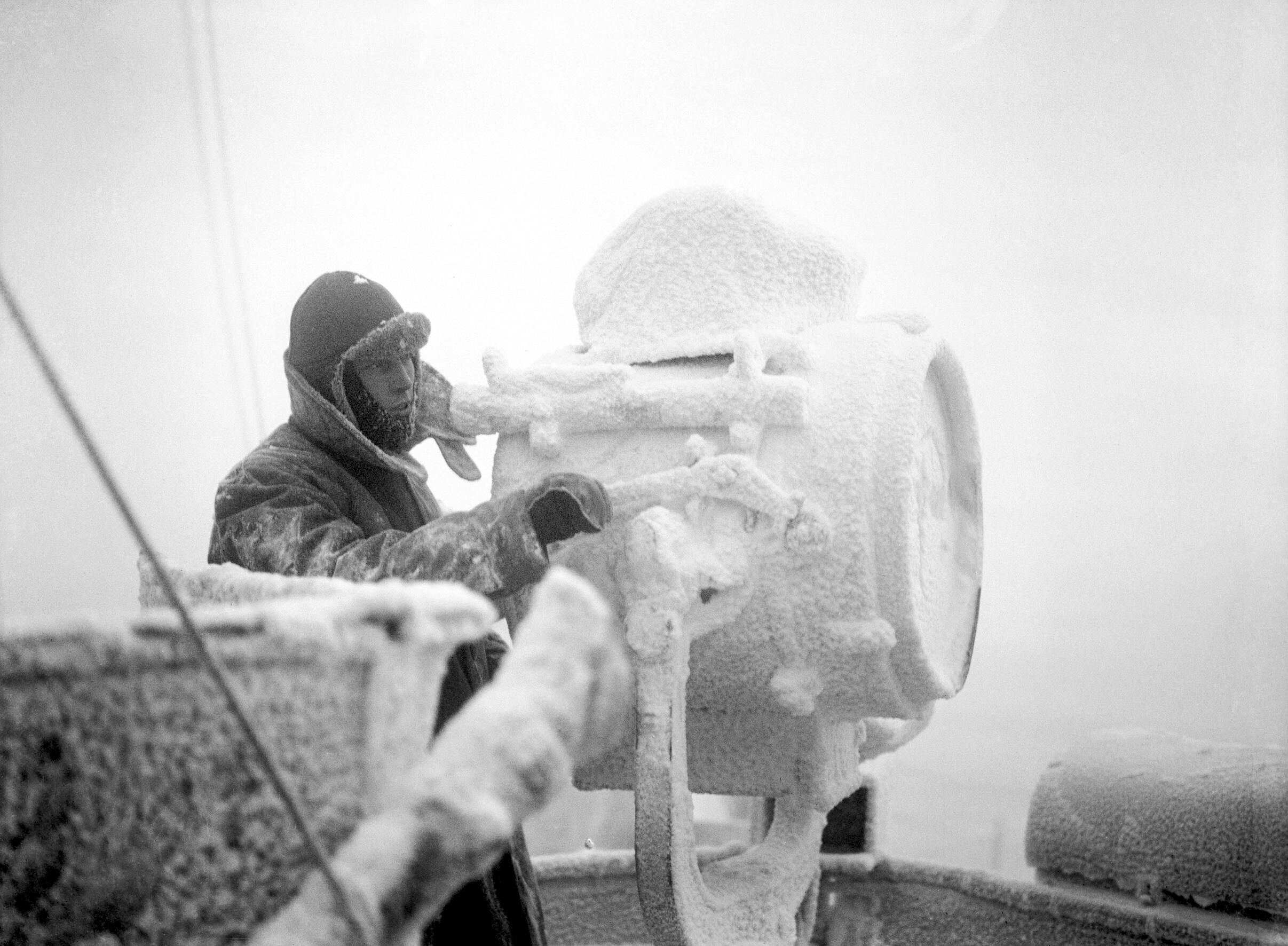
Обледеневший прожектор крейсера HMS Sheffield участвовавшего в конвое

Конвой достиг своего места назначения в полном составе.